# هوفينكا

نوقع هوفينكا

شعار هوفينكا

هوفينكا (بالفنلندية Hyvinkää، بالسويدية Hyvinge) مدينة فنلندية يقطنها 45.477 ساكن، تقع في إقليم أوسيما جنوب البلاد، تبعد حوالي 50 كيلومتراً إلى الشمال من هلسنكي.
جعلتها الطرق السريعة و الحديدية إحدى المراكز بهلسنكي الكبرى. أعطي بناء المرافق الترفيهية اهتماماً خاصاً في تخطيط المدينة، مع الأخذ في الاعتبار حقيقة أن المدينة بسبب حجم وقرب العاصمة لا يمكنها منافسة مراكز التسوق والمحلات التجارية في العاصمة.
من مباني هوفينكا الأكثر شهرة كنيسة (1961، آرنو روسوفووري)، وقصر كوتايا. وحتى متحف السكك الحديدية الفنلندي يقع في هوفينكا.
هوفينكا تعتبر موطنا لKonecranes ، والتي تتخصص في تصنيع وخدمة الرافعات والمصاعد كونيه، شركة في العالم لمصعد ثالث أكبر الذي صنع وتركيب وخدمة المصاعد والسلالم الكهربائية.
ورشة عمل رووكانغاس غيتارس ، الفنلندية الرائدة في صناعة الإيتار الكهربائي، تقع في فانها فيلاتيهداس، هوفينكا.
ومن المعروف هوفينكا بين عشاق لعبة غولف الإسكندنافية بسبب Kytäjä الغولف، التي تقع في ريف هوفينكا. وهو يقدم دورتين تصميم توم مكبروم . وكان جنوب شرق بالطبع افتتح في أغسطس 2003 ، وشمال غرب بالطبع في أغسطس 2004. مستشفى هوفينكا هو الثاني عشر بين أكبر مستشفيات فنلندا.

## التاريخ
منذ عام 1500 كان هنالك خان في المنطقة المعروفة الآن باسم هوفينكانكولا، الواقعة على منتصف الطريق تقريباً بين هلسنكي وهامينلينا. حتى أول سجلات الضريبية تشير إلى وجود بعض المنازل بالمنطقة في نفس الفترة.

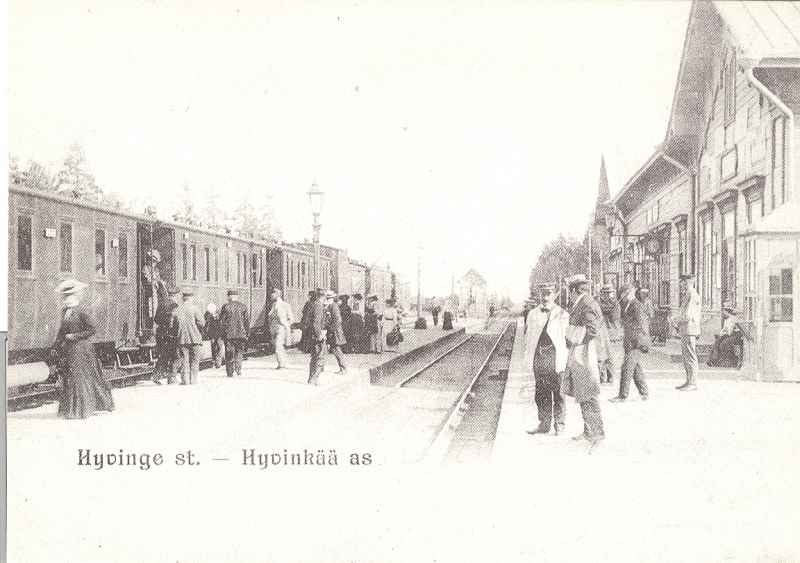
محطة قطارات هوفينكا ما قبل القرن العشرين

تنامت قرية هوفينكا تدريجياً في النصف الأخير من القرن التاسع عشر، إلا أن إنشاء شبكة السكك الحديدية الفنلندية ابتداء من عام 1861، هو ما سجل بداية النمو السريع للمدينة.
في الواقع كان خط هلسنكي هامينلينا أول خط للسكك الحديدية الفنلندية، والذي حدد موقع مركز هوفينكا الحالي ومحطة السكة قطاراتها هي واحدة من محطات قليلة لا تزال تعمل حتى اليوم. من هوفينكا تتجه فروع السكة أيضاً نحو ميناء هانكو. وكانت سكة الحديد هانكو - هوفينكا أول خط سكة حديد خاصة في فنلندا، تأسست في عام 1872 وتحصلت عليها سكة حديد الدولة الفنلندية ف سنة 1875. في أوائل القرن العشرين كانت محطة هوفينكا مرحلة توقف وسيطة لكثير من المهاجرين الذين يغادرون على متن السفن من هانكو بحثاً عن حياة جديدة في أمريكا الشمالية.
اعتبرت جودة الهواء قي هوفينكا صحية بفضل غابات الصنوبر الكثيفة، في ثمانينات القرن التاسع عشر فتحت مجموعة أطباء من هلسنكي بها مصحة للمرضى بحثاً عن الراحة والنقاهة.
حمل التصنيع إلى هوفينكا مصنعاً لغزل الصوف في عام 1892 لأسرة دونر. توقف المصنع عن العمل في تسعينات القرن العشرين، ولكن مبان الطوب الأحمر لا تزال موجودة، وتستغل لمهام أخرى من بينها مركز للمعارض.
عمل مطار هوفينكا بمثابة المطار الرئيسي في البلاد لفترة قصيرة بعد الحرب العالمية الثانية، بينما كان مطار مالمي في هلسنكي تحت سيطرة الحلفاء. اليوم بالقرب من المطار يوجد مركز لرياضة السيارات.

## شخصيات من هوفينكا
- هيكي ميكولا، و 4 مرات بطل العالم، موتوكروس
- كاتري روزندال، بطلة فروسية التحمل الوطنية 2007
- يوها رووكانغاس، أستاذ صناعة القيثار، مؤسس رووكانغاس غيتارس
- أوريو سآرينن، رسام
- توكو سالينن، رسام
- هيليني شييرفبك، رسامة
- أوسي سافولاينن، رئيس بلدية هوفينكا
- إسا سآرينن، فيلسوف
- لاوري توكونن، لاعب هوكي جليد محترف
- ماركو أوسيبآفالنييمي، لاعب كيرلنغ، وسياسي
- بتيري فيرتانن، لاعب هوكي جليد محترف
- روني تران بين ترونغ، مغني
- بيتو بيروينن—الحائز على الميدالية الفضية الأولمبية في التزلج الرجالي